# Hesperantha
Hesperantha es un género de plantas perennes, bulbosas, oriundas de África, pertenecientes a la familia de las iridáceas. El género comprende aproximadamente 79 especies, 4 de las cuales se distribuyen en África tropical y las restantes en Sudáfrica, tanto en las regiones con lluvias estivales (37 especies) como invernales (42 especies).

## Descripción
Las plantas de este género son pequeñas a medianas. Las flores son actinomorfas o cigomorfas y hermafroditas. El perigonio está compuesto por 6 tépalos, unidos en su base formando un tubo, y son de color blanco, amarillo o rosado. Algunas especies (ej.:  Hesperantha cucullata) presentan diferente coloración en las dos caras de cada tépalo. Característicamente, las plantas de este género presentan un estigma que se divide en 3 ramas largas en la boca del tubo del perigonio. Las flores se disponen en espigas. El número cromosómico básico es x=13.

## Taxonomía del género
Con la única excepción de Hesperantha coccinea (ver próxima sección) las especies de Hesperantha presentan cormos. Estos órganos subterráneos de reserva de nutrientes y las túnicas que los rodean son muy variables en el género. De hecho, hay especies con cormos globosos y asimétricos, con túnicas concéntricas. Otras especies presentan cormos globosos con túnicas imbricadas y, finalmente, hay especies con cormos aplanados y de forma triangular o acampanada. Estas características han sido utilizadas para el ordenamiento taxonómico de las especies de Hesperantha en 4 secciones: Concéntrica, Imbricata, Hesperantha y Radiata.

## Schizostylisse incluye enHesperantha
Schizostylis presenta características florales profundamente similares al género Hesperantha y, además, el mismo número cromosómico básico. Difiere de Hesperantha en el color de las flores y en la presencia de rizoma. No obstante, estas dos últimas características no fueron consideradas de relevancia por los taxónomos para mantener a ambos géneros separados. Por esa razón, la única especie del género (Schizostylis coccinea) fue transferida al género Hesperantha como Hesperantha coccinea (Backh. & Harv) Goldblatt & Manning.